# Port Bekker
Port Bekker (est. Bekkeri sadama) – prywatny morski port handlowy znajdujący się w Kopli w dzielnicy Tallinna Põhja-Tallinn. Port zajmuje się przeładunkiem wszystkich rodzajów towarów i jest dostępny przez cały rok.
Port Bekker dysponuje 15 nabrzeżami o łącznej długości 1410 m. Maksymalna głębokość wynosi 8,5 m. Cały port zajmuje 30 ha powierzchni, w tym 72 000 m² otwartej przestrzeni magazynowej i 36 473 m² powierzchni zamkniętej.

## Źródła
- Strona portu